# Cosme Cortazar
Cosme Cortazar Isasi-Isasmendi, conocido en su entorno como Txispas y Txarli (Bilbao, Vizcaya, 26 de abril de 1947 – Caracas, Venezuela, 18 de abril de 1993 ) fue un actor de teatro, cine y televisión, que desarrolló su profesión en España y Venezuela, y cuyo trabajo fue reconocido con varios premios.

## Biografía
Aunque nació en Bilbao, porque allí estaba el hospital, a los dos o tres días lo llevaron a Ermua, a casa de sus padres. "Me nacieron en Bilbao y me bautizaron en Ermua" según lo cuenta él en su autobiografía. Fue el mediano de los 3 hijos que tuvieron José Cortazar Garai-Iurrebaso, natural de Igorre (Yurre) y Genare Isasi-Isasmendi Olañeta, de Ermua.
Desde muy joven, mostró talento para el teatro y la interpretación, y en su entorno siempre sintieron desde chiquitín que traía algo innato. Luego ya chaval, ensayaban las obras teatrales inventadas entre amigos en el local de la parroquia de Ermua, iniciándose en el mundo del teatro de la mano de Luis Mari Izaguirre.
Trabajaba en un taller de automoción, pero su sueño era dedicarse al teatro; tenía 22 años cuando llegó a Madrid con la intención de convertirse en actor. Tras sus inicios con los grupos Triángulo y Tiaj, la casualidad le dio la oportunidad de contactar con el grupo independiente Tábano. Con ellos representó Castañuela 70, obra exitosa y desvergonzada que fue censurada y prohibida por irreverente. El grupo de actores de aquel espectáculo, que se convertiría en referente del teatro español, en vista de las dificultades y prohibiciones que tenían en el Estado, decidieron representar la obra por Europa y América Latina. En 1973 viajaron a Venezuela y el joven Cosme, fascinado por el clima y la libertad que sintió en todos los aspectos, decidió quedarse allí. A partir de entonces, prácticamente desarrollaría allí su carrera artística.

## Trayectoria artística
Durante los 20 años que vivió en Venezuela, siempre estuvo vinculado al grupo Rajatabla, una de las agrupaciones de teatro contemporáneo más importantes de América Latina, con la que representó más de 40 obras. Trabajó como director en dos de las obras, y como escenógrafo y diseñador de vestuario en seis de ellas. De festival en festival, poniendo en escena diversos proyectos de Rajatabla, visitó Francia, España, Italia, Holanda, Brasil, Colombia, Uruguay, Cuba.
En el escenario destacaba por su habilidad en transformarse, metiéndose completamente en el papel correspondiente. Le daba igual llevar a escena registros cómicos como dramáticos, hacer reír como llorar. Artista polifacético, lo mismo dirigía que interpretaba: por ejemplo, en la obra La menina desnuda, guion escrito por él, fue actor y director. Dicha obra estuvo en cartel un año en el teatro Alfil de Madrid y en una gira por el Estado español lo presentó en diversas ciudades.
Participó en varias películas y series de televisión. La falta de formación y estudios dramáticos no le supuso obstáculo para ser profesor y durante un tiempo impartió clases de creatividad en el Taller Nacional de Teatro de Caracas.
Guionista, director, profesor y actor de teatro, productor, escenógrafo, figurinista... fue un creador polifacético e inconformista. Sin embargo, su actividad artística no se limitó a la interpretación. También se dio a conocer como dibujante y pintor; la crítica e ironía  que reflejaba a través de sus transgresores dibujos y chistes le reportó cierto éxito, lo que hizo que algunas de sus viñetas fueran publicadas en revistas satíricas como La Codorníz, Hermano Lobo y El Jueves.
Murió en Caracas a causa de un cáncer de colon. Su muerte causó conmoción en el mundo artístico y cientos de personas acudieron a darle el último adiós en la capilla que se instaló en el mismo teatro Rajatabla. Por decisión de sus familiares, fue enterrado en Caracas, en el cementerio del Este, porque en Venezuela fue feliz y libre.

## Obras
Actuó en diferentes obras, siendo las más significativas:

### Teatro[9][10]
- Castañuela 70 (1970)
- Divinas palabras, Carlos Giménez (1976)
- Señor Presidente, Carlos Giménez (1977)
- El candidato, Carlos Giménez (1978)
- La muerte de García Lorca, Carlos Giménez (1979)

- El día que dejó de llover, Carlos Giménez (1981)
- Martí, la palabra, Carlos Giménez (1981)
- Bolivar (1982)
- La charité de Vallejo (1983)
- Agualinda (1983)
- La máscara frente al espejo (1984)
- Macbeth (1984)
- La honesta persona de Sechman (1985)
- La vida es sueño (1985)
- Alegría y Malpucín, Carlos Giménez (1985)
- El embrujado (1986)
- Historia de un caballo (1986)
- Abigail (1986)
- La Celestina (1987)
- Casas muertas (1987)
- La menina desnuda, Cosme Cortazar  (1989)
- La mujer burbuja, Juan Margallo (1990)
- La tempestad (1991)
- Mozart (1991)
- Ella, Angel Facio y Juan Margallo (1991)
- Don Juan, Angel Facio y Juan Margallo (1991)

### Cine[11]
- Amantes, Vicente Aranda (1991)

- Jericó, Luis Alberto Lamata (1991)
- La reina mora, Gustavo Adolfo Balza (1991)
- Mañana, Duccio Tessari (1992)

### Series de televisión[12]
- Los jinetes del alba (1990)
- La madame (1992)

- Piel (1992)

Asimismo dirigió un par de obras teatrales infantiles y otras dirigidas a público adulto, destacando:
- Tierra de maravillas (1986)
- La menina desnuda (1989)
- Mirando el tendido (1992)

## Reconocimientos
- en 1993, pocas semanas después de su muerte, fue homenajeado en Ermua

- en 2004, el Taller Municipal de Teatro de Ermua representó el espectáculo  "Con ustedes, Cosme Cortazar", bajo la dirección de Juan Carlos Colina[13]

- en 2013, con motivo del 20 aniversario de su muerte, el grupo de teatro Zutegi y el Ayuntamiento de Ermua, además de una exposición de dibujos y chistes de Cortázar, proyectaron fragmentos de sus obras[7]

## Premios
Recibió varios premios y reconocimientos en su carrera actoral, entre ellos:
- en 1978, premio de la Crítica Venezolana al mejor actor
- en 1979, premio Juana Sirgo al mejor actor de teatro
- en 1990, en Mérida premio al mejor actor principal
- en 1991, premio municipal Largometraje de Caracas al mejor actor principal
- en 1991, premio de la Sociedad de Periodistas Latinoamericanos de Nueva York al mejor actor por su papel en Jericó
- en 1991, la película Jericó, en la que él era el protagonista principal, fue nominada a los premios Oscar
- en 1991, nominado al premio al mejor actor en el festival de Nuevo Cine Latinoamericano de La Habana
- en 1991, premio de la Crítica en el Festival Internacional de cine de San Sebastián